# 高岡村 (愛知県八名郡)
高岡村（たかおかむら）は、愛知県八名郡にあった村。現在の新城市の一部にあたる。

## 地理
- 河川：宇連川支流・大島川[2]、巴川[3]、寒狭川[3]

## 歴史
- 1889年（明治22年）10月1日、町村制の施行により、八名郡一色村、巣山村が合併して村制施行し、高岡村が発足[1][4]。旧村名を継承した一色、巣山の2大字を編成[4]。
- 1890年（明治23年）10月20日、八名郡大野村の大字大野以外の各大字がそれぞれ分立して村制施行し、名号村、名越村、能登瀬村、井代村、睦平村、細川村が発足[5][6]。
- 1891年（明治24年）大野村、名号村、名越村、能登瀬村、井代村、睦平村、細川村と、七ケ村組合村を結成[7]。
- 1892年（明治25年）4月18日、大野村が町制施行し大野町となる[8]。
- 1893年（明治26年）八名郡高岡村が組合村に加わり一町七ケ村組合村となる[4]。
- 1906年（明治39年）7月1日、八名郡名号村、名越村、能登瀬村、井代村、睦平村、細川村と合併し、七郷村を新設して廃止された[1][4]。

## 産業
- 農業[4]